# Jacques d'Adelswärd-Fersen
Barão Jacques d'Adelswärd-Fersen (20 de Fevereiro de 1880–5 de Novembro de 1923) foi um aristocrata francês, um romancista e poeta. Em 1903, um escândalo envolvendo rapazes em idade escolar tornou-o persona non grata nos salões da sociedade Parisiense e comprometeu o seu noivado, levando-o ao exílio em Capri, onde viveu com o seu namorado Nino Cesarini, até morrer em 1923.

## Juventude
Originalmente chamado Jacques d'Adelswärd, é aparentado, pelo lado paterno, com Axel von Fersen, um conde sueco que teria sido amante de Maria Antonieta. D'Adelswärd adoptou o nome Fersen mais tarde, ao que parece por admiração por um familiar distante.
O avô de D'Adelswärd-Fersen foi o fundador da indústria do aço em Longwy-Briey, origem da sua enorme fortuna, que recebeu em herança aos 22 anos, e que o transformou num noivo desejado nos mais altos círculos sociais, pelas famílias nobres com filhas casadoiras.
Para além de se ter alistado no serviço militar, d'Adelswärd-Fersen viajou extensivamente antes de se dedicar à escrita. Publicou vários volumes de poesia, por exemplo Chansons Légères, e de  romance.
Ainda como um jovem, nos anos 1920 do século passado, ficou consciente das suas pulsões homossexuais, que expressou por vezes claramente na sua poesia. Desafortunadamente, não se sentia atraído por homens adultos (o que na França da época não lhe traria qualquer problema legal) mas por jovens rapazes adolescentes entre os 15 e os 17 anos: a sua inclinação pelas relações de pederastia viria a causar-lhe bastante danos na sociedade francesa.

## O julgamento
Em 1903, foi acusado de ter organizado Missas Negras na sua casa em 18 Avenue de Friedland. Supostamente estas festas orgíacas eram frequentadas por colegiais Parisienses e envolviam relações sexuais entre o barão e os rapazes. Foi acusado de comportamento indecente com menores e condenado a 6 meses de prisão, a uma multa de 50 francos e a perda dos seus direitos civis por 5 anos.
O escândalo tem algumas semelhanças com o famoso julgamento de Oscar Wilde em 1895, que também foi profundamente desconsiderado socialmente após a sua condenação pública por "grave indecência com outros homens". D'Adelswärd-Fersen terá tido a sorte de ter nas suas festas outras figuras notáveis da alta sociedade de Paris, o que terá levado o tribunal a não considerar algumas das acusações para minimizar o impacto social do escândalo.

## Em Capri
Com os planos de casamento arruinados, d'Adelswärd-Fersen decidiu exilar-se na ilha de Capri, de que tinha boas recordações das suas viagens de juventude, e aí construir uma casa. Comprou terrenos no topo de uma colina no noroeste da ilha, perto do lugar em que o Imperador RomanoTibério construiu a sua Villa Jovis dois mil anos antes. A sua casa, inicialmente denominada Gloriette, viria a ser conhecida por Villa Lysis (muitas vezes simplesmente chamada de Villa Fersen) em referência ao diálogo socrático Lysis, em que é amplamente discutida a amizade e o amor homossexual.

## Lord Lyllian
Lord Lyllian, publicado em 1905, é um dos romances de d'Adelswärd-Fersen, talvez a sua obra mais destacada, onde satiriza o escândalo que o rodeou em Paris e onde introduz laivos do caso Oscar Wilde. O herói, Lord Lyllian, parte numa odisseia de deboche sexual, é seduzido por um personagem claramente semelhante a Oscar Wilde, apaixona-se por raparigas e rapazes, e finalmente é morto por um jovem. O escândalo sobre as Missas Negras é também aqui caricaturado. A obra é uma mistura audaz de factos e ficção, incluindo 4 personagens que são alter egos do próprio d'Adelswärd-Fersen.

## Akademos

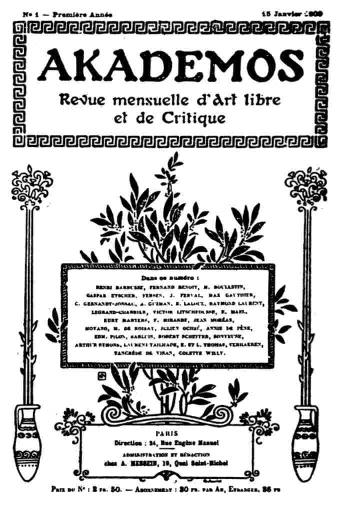
Akademos magazine

Akademos. Revue Mensuelle d'Art Libre et de Critique (1909) foi a curta tentativa de d'Adelsward-Fersen de publicar uma revista literária mensal. Era uma revista luxuosa, cada número impresso em vários tipos de papel de grande qualidade, e com contribuições de autores famosos como Colette, Henry Gauthier-Villars, Laurent Tailhade, Josephin Peladan, Marcel Boulestin, Máximo Gorki, Georges Eekhoud, Achille Essebac, Claude Farrère, Anatole France, Filippo Tommaso Marinetti, Henri Barbusse, Jean Moréas and Arthur Symons.
Em cada número da revista, cuidadosamente, como é óbvio pelas cartas de Fersen para Georges Eekhoud, era introduzido um elemento homossexual: um poema, um artigo, ou alguma alusão na coluna regular Les Fréquentations de Maurice por Boulestin. Foi, assim, a primeira publicação em língua francesa com uma agenda claramente homossexual, apesar de apenas cerca de 10% do conteúdo de  Akademos poder ser classificado como tal. Tematicamente, no que respeita à parte gay, situa-se em terrenos semelhantes ao jornal alemão Der Eigene, publicado entre 1896 e 1931 por Adolf Brand, que pretendia promover a aceitação social da homossexualidade. Não se trata de uma coincidência, uma vez que d'Adelswärd-Fersen estudou a publicação alemã antes de lançar a sua Akademos e chegou mesmo a corresponder-se com Brand e com Magnus Hirschfeld.
Desafortunadamente, Akademos durou apenas 1 ano - foram publicados 12 números mensais, totalizando cerca de 2 000 páginas. Pensa-se que a principal razão para tão curta existência foi o seu custo elevado para d'Adelswärd-Fersen. Numa das suas cartas para Eekhoud, Fersen queixa-se de falta de interesse da imprensa e do público. Contudo, não se pode descartar inteiramente a influência de outros factores, como a atitude hostil generalizada da imprensa e da sociedade em geral.

### Biografias
- Patrick Cardon (ed.): Dossier Jacques d'Adelswärd-Fersen. Lille, Cahiers Gay-Kitsch-Camp, 1993
- Norman Douglas: Looking Back, 1933
- Wolfram Setz [ed.]: Jacques d'Adelswärd-Fersen – Dandy und Poet. Bibliothek Rosa Winkel, 2006. ISBN 3-935596-38-3

### Ficção
- Edwin Cerio: 'Il Marchese di Pommery', c. 1927
- Alfred Jarry: La Chandelle verte, 1969
- Compton Mackenzie: Vestal Fire, 1927
- Xavier Mayne: 'Out of the Sun', 1913
- Roger Peyrefitte: L'Exilé de Capri, 1959

### Filme
- «Capri – Musik die sich entfernt, oder: Die seltsame Reise des Cyrill K.». , 1983. — Filme para Televisão realizado por Ferry Radax para a WDR, protagonizado por d'Adelswärd-Fersen, Nino Cesarini, e um conjunto de outros personagens famosos da história de Capri.